# Shimizu Kazumasa
Kazumasa Shimizu (sinh ngày 30 tháng 6 năm 1976) là một cầu thủ bóng đá người Nhật Bản.

## Sự nghiệp câu lạc bộ
Kazumasa Shimizu đã từng chơi cho Oita Trinita.